# Радисич, Джей
Джей Э́мбер Ради́сич (англ. Jaye Amber Radisich; 29 марта 1976, Миддл-Суон, Западная Австралия, Австралия — 17 марта 2012) — австралийский политик. Была членом законодательной ассамблеи Западной Австралии от Лейбористской партии с 10 февраля 2001 года по 6 сентября 2008 года.

## Биография

### Ранние годы
Джей Радисич родилась и выросла в Перте, Западная Австралия. В 12 лет совет города наградил её наградой Citizenship Award за успехи в учёбе и общественную деятельность. В том же году она стала старостой школы и была избрана королевой бала. Радисич состояла в дискуссионном клубе и была членом многочисленных комитетов, в том числе ученического совета и Международной Амнистии.
После школы Радисич поступила в университет Западной Австралии, где изучала искусство, право и коммерцию. В университете она стала заниматься политикой, была членом исполнительного комитета национального студенческого союза и вице-президентом Международного союза молодых социалистов по Азиатско-Тихоокеанскому региону. Во время учёбы в университете она работала на двух работах: кассиром и научным сотрудником.

### Политическая карьера
10 февраля 2001 года Радисич была избрана членом Законодательной ассамблеи Западной Австралии от Лейбористской партии. Радисич стала самой молодой женщиной, когда-либо избранной в парламент Западной Австралии. В феврале 2005 года она была переизбрана, опередив своего соперника более чем на 3 %.
С 2005 по 2007 год Радисич возглавляла комитет экономики и промышленности. В 2006 году Радисич представила отчёт о производстве и реализации пищевых продуктов. В докладе рассматривалось доминирование на рынке крупных розничных сетей, а также были проанализированы вопросы, касающиеся здоровья и безопасности продуктов питания, требования к маркировке, производству и сбыту продуктов питания. Комитет рекомендовал новые методы информирования потребителей о продуктах питания, произведённых в Западной Австралии, путём добровольной сертификации и маркетинговую программу.
В апреле 2007 года Радисич стала парламентским секретарём министра энергетики, ресурсов, промышленности и предпринимательства. Она также на протяжении всего срока полномочий входила в Комитет по борьбе с коррупцией и в Комитет по государственному бюджету.
После ухода из парламента, в феврале 2009 года, Радисич была выбрана из 160 претендентов на должность главного исполнительного директора в Совете малого бизнеса Австралии (COSBOA). Она наладила партнерские отношения между COSBOA, Telstra и федеральным правительством для лучшего информирования малого бизнеса о нововведениях после принятия закона Fair Work Act в июле 2009 года. В мае 2010 года Радисич вышла в отставку.

### Болезнь и смерть
В 2003 году, в первые месяцы своего пребывания в парламенте, Радисич был поставлен диагноз взрослой нефробластомы, редкой формы рака. Ей удалили почку с опухолью, и она продолжила работать, пройдя курс химиотерапии.
В ноябре 2010 года Радисич был вновь поставлен диагноз нефробластомы в оставшейся почке. Ей удалили опухоль, сохранив почку, и провели курс химиотерапии. После планового обследования, проведённого в октябре 2011 года, было обнаружено, что рак вернулся, и лечение в Австралии не будет эффективным. С октября по декабрь 2011 года Радисич прошла курс лечения в Сиане, Китай. Альтернативные методы лечения в Китае не принесли желаемого результата, и 17 марта 2012 года Радисич умерла в возрасте 35 лет.